# Манюэль, Пьер Луи
Пьер-Луи Манюэль (13 сентября 1751 или 1753 — 14 или 17 ноября 1793) — французский государственный деятель, член парижского муниципалитета, прокурор парижской коммуны, депутат в конвенте.

## Биография
Пьер-Луи Манюэль родился в городе Монтаржи. Состоял членом Братства христианской доктрины, был домашним учителем сына парижского банкира. В 1783 году написал памфлет Essais historiques, critiques, littéraires, et philosophiques, за который был заключён в Бастилию.
Горячий сторонник революции, он работал над ниспровержением королевской власти и способствовал народным движениям 20 июня и 10 августа 1792 года. 12 августа Манюэль явился в законодательное собрание и от имени коммуны потребовал, чтобы король вместе с своей семьёй был заключен в Тампль. Во время процесса Людовика XVI Манюэль, однако, энергично защищал его и даже решился сказать похвальную речь в честь королевы. При этом он вотировал за апелляцию к народу, говоря, что члены конвента — законодатели, а не судьи, и перед подачей голосов относительно отсрочки казни подал в отставку. Он удалился в Монтаржи, но через два месяца был арестован и предан суду революционного трибунала в Париже, приговорившего его к смерти. В тюрьме Манюэль лишился рассудка.
Основные работы: «La police dévoilée»; «Lettre d’un officier des gardes du corps», «Opinion de M., qui n’aime pas les rois», «Lettres sur la Révolution, recueillies par un ami de la Constitution».